# Salut cousin !
Pour les articles homonymes, voir Cousin.
Pour plus de détails, voir Fiche technique et Distribution.
Salut cousin ! est un film franco-algéro-belgo-luxembourgeois réalisé par Merzak Allouache, sorti en 1996.

## Synopsis
Allilou, un jeune algérien, arrive à Paris dans les années 1990. Il vient prendre livraison de vêtements pour le compte de son patron, mais sa mission commence mal car il a perdu l'adresse à laquelle il doit prendre la valise. Il est accueilli par son cousin Mok, un marginal qui lui fait découvrir les milieux interlopes et les petits trafics.
Comme une éclaircie dans cet univers glauque, il fait la connaissance de Fatomata, une séduisante jeune antillaise.

## Fiche technique
- Réalisation, scénario et dialogues : Merzak Allouache
- Producteur : Jacques Bidou
- Directeur de Production : Mat Troi Day
- Directeurs de la photographie : Pierre Aim, Georges Diane
- Musique : Safy Boutella
- Décors : Olivier Raoux
- Montage : Denise de Casabianca
- Son : Philippe Sénéchal
- Mixage : Gérard Rousseau
- Durée : 98 minutes

## Distribution
- Gad Elmaleh : Allilou
- Messaoud Hattou : Mok
- Magaly Berdy : Fatoumata
- Ann-Gisel Glass : Laurence
- Jean Benguigui : Maurice
- Xavier Maly : Claude
- Cheik Doukouré : Le voisin
- Guy Amram : Le Ghetteur
- Jo Prestia : Un boxeur
- Mohamed Ourdache : Rachid
- Dalila Renault : Malika
- Fatiha Cheriguene : Tante Adjia
- Malek Kateb : Oncle Mohamed
- Arno Chevrier : Goudrand
- Mostéfa Djadjam : Jo le barman
- Thomas Jousset : Acteur